# Silksworth
Silksworth är en stadsdel i Sunderland, i distriktet Sunderland, i grevskapet Tyne and Wear, i England. Denna ward hade 10 237 invånare år 2021. Silksworth var en civil parish från 1866 till 1967 då den blev en del av Sunderland och Houghton-le-Spring. Denna civil parish hade 2 799 invånare år 1961.